# Okroglo (gmina Naklo)
Okroglo – wieś w Słowenii, w gminie Naklo. W 2018 roku liczyła 140 mieszkańców.